# Пейшоту, Инасью Жозе ди Алваренга
Инасью Жозе ди Алваренга Пейшоту (порт. Inácio José de Alvarenga Peixoto; Рио-де-Жанейро, 1744 — Амбака, Ангола, 1793) — бразильский поэт и юрист эпохи Просвещения. Был арестован и осужден за участие в Инконфиденции Минейры, в качестве наказания был до конца жизни сослан в Африку.

## Биография

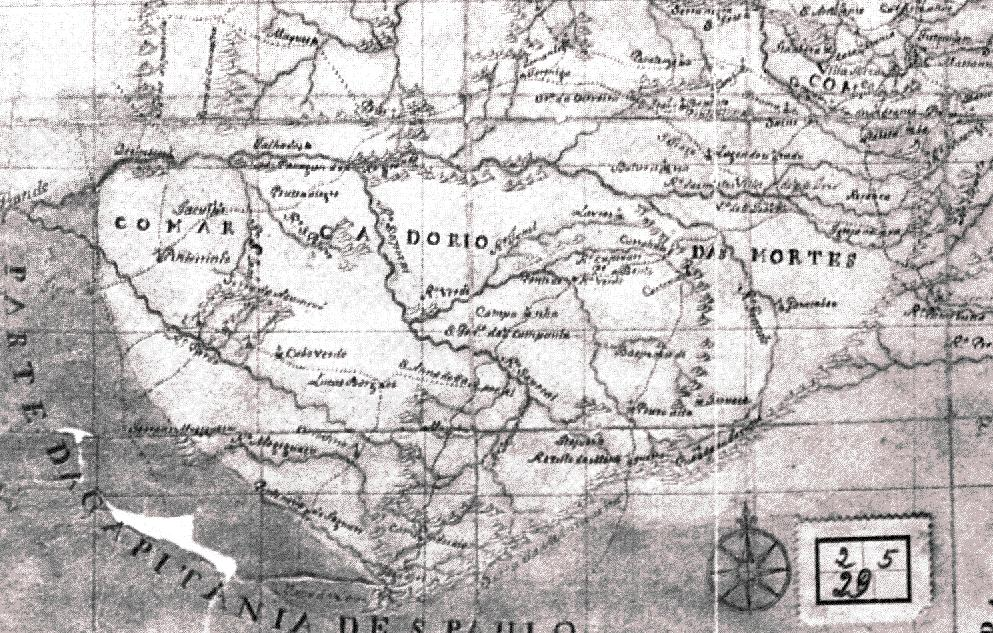
Карта комарки Рио-дас-Мортес, 1780 год

Инасью Пейшоту родился в семье Симау Алваренги и Марии Браги. Обучался в иезуитской коллегии имени Умберто ди Соузы Мелу в Рио-де-Жанейро. Перебравшись в Португалию, он с отличием закончил бакалавриат Коимбрского университета в области права. Завел знакомство с Базилиу да Гама. По возвращении на родину стал сенатором города Сан-Жуан-дел-Рей в капитании Минас-Жерайс, а также выполнял обязанности судьи в комарке Риу-дас-Мортес. Позже он сложил с себя обязанности судьи, чтобы заняться развитием сельского хозяйства и горнодобычи в регионе. Был женат на поэтессе Барбаре Элиодоре Гильермине да Силвейре, от брака с которой родилось четверо детей.
Пейшоту, как и большинство образованных людей того периода, был сторонником освободительных идей. В 1789 году был против воли был задействован в заговоре. По доносу был арестован, осуждён и депортирован в Анголу, где и умер.

## Поэмы
- A Dona Bárbara Heliodora
- A Maria Ifigênia
- Canto Genetlíaco
- Estela e Nize
- Eu Não Lastimo o Próximo Perigo
- Eu Vi a Linda Jônia
- Sonho Poético